# Capilla Redemptoris Mater
La Capilla Redemptoris Mater anteriormente conocida como Capilla Matilde, es una capilla católica situada en el segundo piso del Palacio Apostólico de la Ciudad del Vaticano. Localizada a las afueras de las puertas de los apartamentos papales, el santuario se destaca por sus mosaicos similares a las primeras obras de arte religioso bizantinos, y está reservada para el uso exclusivo del Papa.
El costo de la renovación de la propia capilla fue un regalo del Colegio de Cardenales para conmemorar el 50 aniversario de la ordenación sacerdotal del Santo Papa Juan Pablo II en 1996.
El autor del programa iconográfico de los mosaicos de la capilla se convirtió en el teólogo ruso Profesor Oleg Ulyanov.
El Predicador Apostólico actual, capuchino Fray Padre Raniero Cantalamessa a menudo preside las homilías en la capilla y fue utilizada ocasionalmente por el entonces Papa Benedicto XVI.